# Kusuriya no Hitorigoto
Kusuriya no Hitorigoto (jap. 薬屋のひとりごと) ist eine japanische Online-Romanreihe von Natsu Hyūga, die seit 2011 erscheint. Sie wurde als Light-Novel-Reihe mit Illustrationen von Megumi Matsuda adaptiert sowie als Manga, der auf Deutsch als Die Tagebücher der Apothekerin – Geheimnisse am Kaiserhof veröffentlicht wird. 2023 bis 2025 folgte eine Adaption als Anime, der auch international erschien, unter anderem auf Deutsch. Die Serie erzählt von einem Mädchen, das in der Verbotenen Stadt als Zofe einer der Frauen des Kaisers arbeitet und dabei ihre Kenntnisse der Pharmazie einsetzen kann.

## Inhalt
Das Mädchen Maomao hat mit ihren jungen Jahren schon einiges erlebt: Sie hat als kleines Mädchen in einem Freudenhaus gearbeitet und wurde von einem Apotheker ausgebildet, bei dem sie auch lebte. Bis sie entführt und an den kaiserlichen Hof als Magd verkauft wurde. Zunächst arbeitet sie noch als einfache Waschmagd. Sie will auch nicht, dass ihre Kenntnisse bekannt werden, da eine höhere Anstellung nur mehr Geld für ihre Entführer bedeuten würde. Doch als am Hof die beiden Favoritinnen des Kaisers und ihre Kinder, der Kronprinz und die Prinzessin, krank werden, schreibt Maomao heimlich Nachrichten. Sie hat erkannt, dass das Puder giftig ist, so wie es das auch für die Frauen im Freudenhaus war. Zwar stirbt der Kronprinz, doch die Mutter der Prinzessin, Hoheit Gyokuyo, nimmt die Warnung ernst. Der Eunuch Jinshi trickst Maomao aus, sodass sie ihre Kenntnisse offenbaren muss. So wird sie zur Zofe von Gyokuyo. Und die kann auch verhindern, dass die Entführer davon profitieren.
Um ihr Wissen über Medizin und Gifte zu nutzen, wird Maomao zur Vorkosterin Gyokuyos gemacht. Da sie sich selbst bereits in eigenen Experimenten vielen Giften ausgesetzt hat, macht sich Maomao wenig Sorgen um sich. Doch die anderen Zofen haben Mitleid mit ihr. Jinshi dagegen versucht, ihre Fertigkeiten weiter zu seinem Vorteil einzusetzen. Entgegen seiner Versuche, Maomao zu verführen, ist diese von dem gutaussehenden, aber verschlagenen jungen Mann angeekelt. Doch hat Jinshi eine hohe Stellung am Hof und lässt sich sogar von ihrer Widerspenstigkeit unterhalten. Und so muss sich Maomao von ihm einspannen lassen. Dabei lernt sie seinen Adjutanten Gaoshun kennen, der im Gegensatz zu seinem Herrn gewissenhaft und fleißig ist, und arbeitet mit ihm zusammen.

## Veröffentlichungen
Die Romanreihe von Natsu Hyūga erscheint seit Oktober 2011 online auf der Plattform Shōsetsuka ni Narō. Ab September 2012 folgte eine Adaption als Light Novel mit Illustrationen von Megumi Matsuda, die von Shufunotomo herausgegeben wird und bisher 16 Bände umfasst. Eine deutsche Übersetzung dieser Version ist im März 2024 unter dem Namen Die Tagebücher der Apothekerin bei JNC Nina als E-Book erschienen. Im April 2024 wurde die Veröffentlichung der Printausgabe bei Manga Cult für Oktober 2024 angekündigt. Im September 2024 teilte der Verlag mit, dass die Veröffentlichung der Printausgabe auf den März 2025 verschoben würde. Letztendlich wurde die deutschsprachige Druckausgabe der Light Novel am 7. August 2025 unter dem Titel Die Tagebücher der Apothekerin – Light Novel veröffentlicht. Die Light Novel wurde auch ins Englische und Italienische übersetzt.
Eine Umsetzung der Geschichte als Manga, geschrieben von Itsuki Nanao und gezeichnet von Nekokurage, erscheint seit Mai 2017 im Magazin Big Gangan. Dessen Verlag Square Enix bringt die Kapitel auch gesammelt in bisher 15 Bänden heraus (Stand März 2025). Eine deutsche Übersetzung des Mangas erscheint seit November 2021 bei Manga Cult in bisher 14 Bänden (Stand August 2025). Übersetzerin ist Verena Maser. Der amerikanische Ableger von Square Enix bringt eine englische Fassung heraus, J-Pop eine italienische und Studio JG eine polnische. Bei Éditions Ki-oon erscheint eine französische Übersetzung und bei Panini Comics eine spanische.
Im August 2017 startete im Magazin Sunday GX eine weitere Manga-Umsetzung mit dem Titel Kusuriya no Hitorigoto: Maomao no Kōkyū Nazotoki Techō (薬屋のひとりごと～猫猫の後宮謎解き手帳～), die von Minoji Kurata geschrieben und gezeichnet wurde. Die Kapitel wurden auch in bisher 20 Sammelbänden herausgebracht und bei Shogakukan Asia auf Englisch veröffentlicht. Im Online-Angebot Manga Up! startete mit Kusuriya no Hitorigoto Gaiden: Xiaolan Kaisōroku (薬屋のひとりごと外伝『小蘭回想録) im März 2025 eine weitere Mangaserie, umgesetzt von Itsuki Nanao. Sie erschien auch in der englischen Ausgabe der Plattform.

## Adaption als Anime
Bei den Studios OLM und TOHO animation Studio entstand unter der Regie und nach Drehbüchern von Norihiro Naganuma eine Adaption der Geschichte als Anime-Serie. Das Charakterdesign wurde von Yukiko Nakatani adaptiert und künstlerische Leitung lag bei Katsumi Takao. Für den Ton war Shōji Hata verantwortlich, die Computeranimationen entstanden unter der Leitung von Yū Nagai und für die Kameraführung war Rumi Ishiguro zuständig.
Die 24 Episoden umfassende erste Staffel mit je 22 Minuten langen Folgen lief vom 21. Oktober 2023 bis 24. März 2024 auf Nippon TV in Japan. Parallel dazu erfolgte die internationale Veröffentlichung per Streaming auf der Plattform Crunchyroll mit Untertiteln unter anderem auf Deutsch sowie in einzelnen Regionen Asiens bei Netflix. Ab dem 18. November 2023 wurde von Crunchyroll eine deutsche synchronisierte Fassung veröffentlicht.
Eine zweite Staffel mit erneut 24 Folgen wurde vom 10. Januar bis 4. Juli 2025 veröffentlicht. Die Regie übernahm bei ansonsten identischem Team Akinori Fudesaka.
Mit Abschluss der zweiten Staffel wurde eine Fortsetzung des Animes angekündigt.

### Synchronisation
| Rolle   | japanischer Sprecher (Seiyū) | deutsche Sprecher |
| ------- | ---------------------------- | ----------------- |
| Maomao  | Aoi Yūki                     | Julia Fölster     |
| Jinshi  | Takeo Ōtsuka                 | Malte Meibauer    |
| Gaoshun | Katsuyuki Konishi            | David Berton      |
| Gyokuyō | Atsumi Tanezaki              | Jannika Jira      |
| Rifa    | Yui Ishikawa                 | Cosima Ertl       |
| Rihaku  | Kenji Akabane                | Markus Hanse      |
| Anshi   | Mamiko Noto                  |                   |
| Hakū    | Satomi Satō                  |                   |
| Kokū    | Hitomi Ueda                  |                   |
| Sekiu   | Miku Itō                     |                   |

### Musik
Die Musik der Serie stammt von Arisa Okehazama, Kevin Penkin und Satoru Kōsaki. Das Vorspannlied ist Hana ni Natte von Ryoku Oushoku Shakai und der Abspann ist unterlegt mit Aikotoba von Aina the End. Innerhalb der Folgen sind außerdem die Lieder Ashita o Tazunete (明日を訪ねて) von XAI und Omoikaze (想風) von Yuiko Ohara zu hören.

## Verkaufserfolg
Ab 2019 gehörte die Light Novel zu den bestverkauften in Japan, im ersten Jahr stand sie mit über 460.000 Verkäufen auf Platz 6 der Rangliste, 2020 waren es über 520.000 Verkäufe und Platz 5, 2021 dann Platz 3 mit über 490.000 verkauften Exemplaren.  Auch der Manga verkaufte sich in Japan gut. Der dritte Band stieg als erste mit 53.000 in zwei Wochen verkauften Bänden in die Manga-Charts ein. Der vierte Band stand dann mit über 87.000 Verkäufen im Februar 2019 auf Platz 20 der meistverkauften Mangabände in Japan. 2020 wurden die Bände der Serie mit einer Startauflage von 155.000 Exemplaren in den Handel gebracht, im ersten Quartal 2023 verkaufte sich der elfte Band dann 350.000 Mal. Die Manga-Nebenserie Kusuriya no Hitorigoto: Maomao no Kōkyū Nazotoki Techō erhielt mit ihrem 18. Band 2023/24 eine Startauflage von 178.000 Bänden.